# The Take (film, 2004)
Pour les articles homonymes, voir The Take.
Pour plus de détails, voir Fiche technique et Distribution.
The Take est un film documentaire canadien réalisé par les époux Naomi Klein et Avi Lewis et sorti en 2004. Il raconte l'histoire de travailleurs à Buenos Aires, en Argentine, qui reprennent le contrôle de l'usine automobile Forja où ils travaillaient autrefois qui a été fermée, et qui la transforment en coopérative de travail associé. Leur slogan: « Occuper, résister, produire ».

## Synopsis
Durant la crise économique argentine, un groupe de chômeurs d'une usine de fabrication de composants mécaniques et automobiles dans une banlieue de Buenos Aires entrent dans l'usine desaffectée et décident de commencer à la produire par eux-mêmes. L'usine a fermé ses portes, selon ce documentaire, en raison de la politique économique du gouvernement de Carlos Menem, sous le contrôle du Fonds monétaire international.
Alors qu'elle était protégée par sa déclaration en faillite, les propriétaires de l'entreprise commençaient à vendre ses biens et ses stocks pour payer ses créanciers – ce qui réduisait encore davantage les chances de retour à la production. Dans un effort pour établir leur propre contrôle, les ouvriers ont occupé l'usine et ont entamé une longue bataille pour obtenir le droit de l'exploiter eux-mêmes, en tant que coopérative.
Ce mouvement collectif s'est renforcé en Argentine, après avoir débuté avec une usine de confection quelques années plus tôt. Les ouvriers de l'usine ont poussé les portes des tribunaux et du système législatif avec l'aide de l'expérience de ces autres groupes qui avaient mené la même bataille, et ont finalement obtenu leur droit d'exploiter l'usine. Le film décrit les combats idéologiques au-delà de la propriété coopérative, montrant comment Menem a repris des forces alors qu'il se présentait pour un mandat en 2003, malgré les mauvais résultats de sa politique économique pendant son mandat.
En fin de compte, les travailleurs réussissent. Il s'agit, comme le dit Naomi Klein d'« un documentaire sur une tragédie économique avec un happy end ».

## Fiche technique
- Titre : The Take
- Réalisation : Avi Lewis
- Scénario : Naomi Klein
- Musique : David Wall
- Photographie : Mark Ellam
- Montage : Ricardo Acosta
- Production : Silva Basmajian, Naomi Klein et Avi Lewis
- Société de production : Barna-Alper Productions, Société Radio-Canada et Klein Lewis Productions
- Société de distribution : MK2 Diffusion (France)
- Pays :  Canada
- Genre : Documentaire
- Durée : 87 minutes
- Dates de sortie : 
  -  Italie : 3 septembre 2004 (Mostra de Venise)
  -  France : 27 avril 2005

## Réception
Depuis sa sortie américaine, le film a été présenté dans beaucoup de pays différents. En France, après une projection à Nantes, les ouvriers de LU ont dit à Avi Lewis « Cette histoire, c’est nous ! C’est notre lutte ».